# Chlamydotis
Chlamydotis Lesson, 1839 è un genere di grossi uccelli della famiglia Otididae.

## Tassonomia
Comprende due specie, in passato considerate conspecifiche:
- Chlamydotis undulata (Jacquin, 1784) - ubara
- Chlamydotis macqueenii (J.E.Gray, 1832) - ubara asiatica

## Distribuzione e habitat
L'ubara nidifica alle Canarie ed in Nordafrica. L'ubara asiatica vive in Asia sud-occidentale.
Nididicano nei deserti ed in altre aree sabbiose molto aride.